# Tarouquela
Tarouquela é uma povoação portuguesa sede da Freguesia de Tarouquela do Município de Cinfães, freguesia com 6,65 km² de área e 1041 habitantes (censo de 2021), tendo, por isso, uma densidade populacional de 156,5 hab./km².
Foi concelho, extinto em finais do século XVII, passando a integrar o concelho de Sanfins até à extinção deste em outubro de 1855, data em que passou a integrar o concelho (atual município) de Cinfães.

## Demografia
A população registada nos censos foi:
| Distribuição da População por Grupos Etários | Distribuição da População por Grupos Etários | Distribuição da População por Grupos Etários | Distribuição da População por Grupos Etários | Distribuição da População por Grupos Etários |
| -------------------------------------------- | -------------------------------------------- | -------------------------------------------- | -------------------------------------------- | -------------------------------------------- |
| Ano                                          | 0-14 Anos                                    | 15-24 Anos                                   | 25-64 Anos                                   | > 65 Anos                                    |
| 2001                                         | 244                                          | 224                                          | 694                                          | 177                                          |
| 2011                                         | 193                                          | 159                                          | 682                                          | 208                                          |
| 2021                                         | 120                                          | 119                                          | 562                                          | 240                                          |

## Património
- Igreja de Santa Maria Maior (Tarouquela)
- Ermida de São Sebastião
- Villa romana de Passos
- Castelo